# Hugo III Henckel von Donnersmarck
Hugo III Henckel von Donnersmarck, właściwie Hugo III Amand Łazarz Artur Henckel von Donnersmarck (ur. 19 lutego 1857 w Siemianowicach – zm. 11 czerwca 1923 w Krowiarkach) – hrabia, śląski magnat, doktor praw obojga, nadworny mistrz myśliwski księcia Sachsen-Coburg-Gotha, asesor sądowy Królestwa Saksonii, Kawaler Honoru Zakonu Maltańskiego.

## Życiorys
Urodził się 19 lutego 1857 w Siemianowicach jako syn Hugona II i Wandy von Gaschin. 14 sierpnia 1882 w Dreźnie poślubił hrabiankę Annę  von Fabrice. W 1893 r. kupił majątek Jakubów koło Głogowa. Zmarł 11 czerwca 1923 w Krowiarkach, został pochowany w rodowym mauzoleum.

## Życie prywatne
Z małżeństwa Hugona III i Anny pochodziło jedno dziecko. Jego dzieckiem była:
- Anna Wanda Sara Ellinor (ur. 22 października 1894 w Dreźnie – zm. 27 maja 1946 w Berlinie)) – 20 maja 1916 w Berlinie poślubiła hrabiego Wilhelma von Hohenau, z którym następnie się rozwiodła 1 grudnia 1931 w Berlinie.

## Genealogia
| Pradziadkowie                                         | hrabia Karol Henckel von Donnersmarck (1784-1813) ∞1810 hrabina Eugenia Wengersky von Ungarschütz (1790-1858) | hrabia Karol Henckel von Donnersmarck (1784-1813) ∞1810 hrabina Eugenia Wengersky von Ungarschütz (1790-1858) | ?? ∞ ??                                                                                           | ?? ∞ ??                                                                                           | hrabia Leopold Armand von Gaschin (1790-1848) ∞ hrabina Ernestyna Strachwitz von Gross-Zauche (1790-1836) | hrabia Leopold Armand von Gaschin (1790-1848) ∞ hrabina Ernestyna Strachwitz von Gross-Zauche (1790-1836) | margrabia Jan Stanisław Sumiński (1786-1839) ∞ Julia Józefa z Dąmbskich (1792-1863)               | margrabia Jan Stanisław Sumiński (1786-1839) ∞ Julia Józefa z Dąmbskich (1792-1863)               |
| Dziadkowie                                            | hrabia Hugo I Henckel von Donnersmarck (1811-1890) ∞1830 hrabina Laura von Hardenberg (1792-1847)             | hrabia Hugo I Henckel von Donnersmarck (1811-1890) ∞1830 hrabina Laura von Hardenberg (1792-1847)             | hrabia Hugo I Henckel von Donnersmarck (1811-1890) ∞1830 hrabina Laura von Hardenberg (1792-1847) | hrabia Hugo I Henckel von Donnersmarck (1811-1890) ∞1830 hrabina Laura von Hardenberg (1792-1847) | hrabia Amand von Gaschin (1815–1866) ∞1837 Franciszka Nimfa von Gaschin-Rosenberg (1817-1879)             | hrabia Amand von Gaschin (1815–1866) ∞1837 Franciszka Nimfa von Gaschin-Rosenberg (1817-1879)             | hrabia Amand von Gaschin (1815–1866) ∞1837 Franciszka Nimfa von Gaschin-Rosenberg (1817-1879)     | hrabia Amand von Gaschin (1815–1866) ∞1837 Franciszka Nimfa von Gaschin-Rosenberg (1817-1879)     |
| Rodzice                                               | hrabia Hugo II Henckel von Donnersmarck (1832-1908) ∞1856 hrabianka Wanda von Gaschin (1837–1908)             | hrabia Hugo II Henckel von Donnersmarck (1832-1908) ∞1856 hrabianka Wanda von Gaschin (1837–1908)             | hrabia Hugo II Henckel von Donnersmarck (1832-1908) ∞1856 hrabianka Wanda von Gaschin (1837–1908) | hrabia Hugo II Henckel von Donnersmarck (1832-1908) ∞1856 hrabianka Wanda von Gaschin (1837–1908) | hrabia Hugo II Henckel von Donnersmarck (1832-1908) ∞1856 hrabianka Wanda von Gaschin (1837–1908)         | hrabia Hugo II Henckel von Donnersmarck (1832-1908) ∞1856 hrabianka Wanda von Gaschin (1837–1908)         | hrabia Hugo II Henckel von Donnersmarck (1832-1908) ∞1856 hrabianka Wanda von Gaschin (1837–1908) | hrabia Hugo II Henckel von Donnersmarck (1832-1908) ∞1856 hrabianka Wanda von Gaschin (1837–1908) |
| Hugo III (1857-1923), hrabia Henckel von Donnersmarck | | |                                                                                                   |                                                                                                   | | |                                                                                                   |                                                                                                   |